# Bundeskasse
Die Bundeskasse  ist eine deutsche Bundesbehörde, die der Generalzolldirektion unterstellt ist. Die Fachaufsicht liegt beim Bundesministerium der Finanzen.

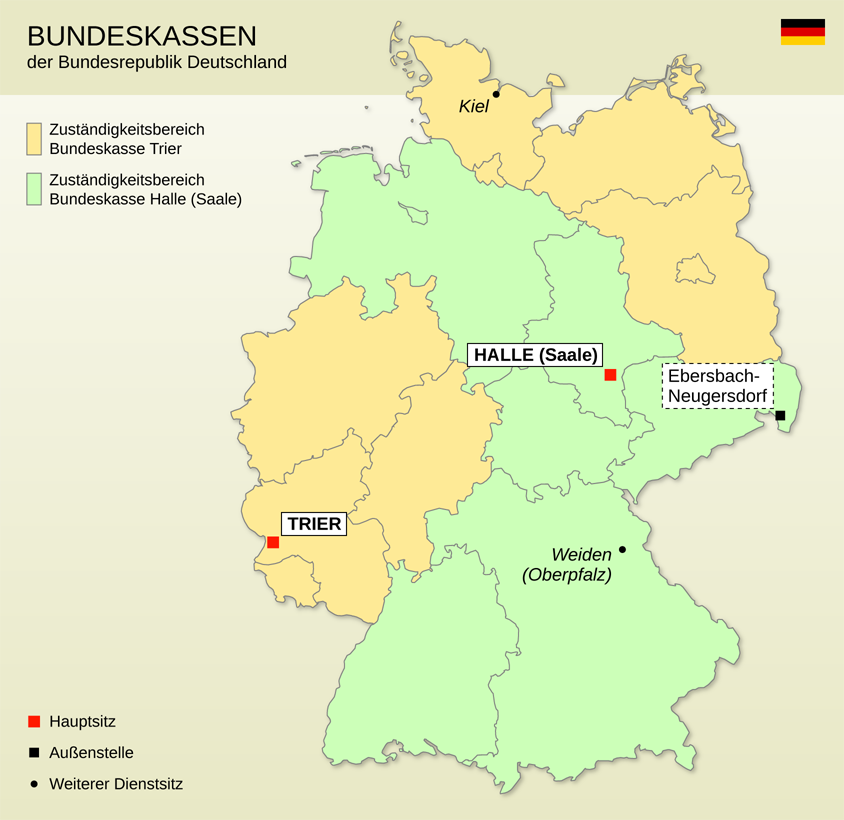
Örtliche Zuständigkeiten von 2012 bis 2019

## Aufgaben
Bundeskassen nehmen die Aufgaben der Zahlung und Buchführung nach der Bundeshaushaltsordnung (BHO) wahr und dienen der Rechnungslegung des Bundes. Außerdem sind sie für die Verrechnung von Bundesmitteln mit anderen Behörden (Finanzämter der Länder bei Bundessteuern) zuständig.

## Geschichte
Vor der Strukturreform der Kassen des Bundes zwischen 2000 und 2007 gab es in Deutschland 17 Bundeskassen. Diese Bundeskassen waren in den folgenden Städten angesiedelt: Koblenz mit Außenstelle Trier, Saarbrücken, Münster, Düsseldorf, Frankfurt am Main, Bonn, Nürnberg, München, Freiburg im Breisgau, Stuttgart, Karlsruhe, Hannover, Bremen, Berlin, Kiel, Hamburg und Halle (Saale). Diese 17 Bundeskassen wurden zu vier Bundeskassen zusammengefasst, außerdem übernahmen sie die Aufgaben der elf aufgelösten Bundeswehrkassen.
Zum 1. Januar 2012 wurden aus den vier Bundeskassen zwei Bundeskassen, zwei Bundeskassen (Weiden i.d.OPf. und Kiel) wurden aufgelöst und den Bundeskassen Halle (Saale) bzw. Trier als weitere Dienstsitze angegliedert.
Zum 1. Oktober 2019 wurden im Zuge einer erneuten Neuorganisation aus den zwei Bundeskassen mit jeweils zwei Dienstorten wieder vier eigenständige Dienstorte Halle (Saale), Weiden i.d.OPf., Trier und Kiel, welche in einer neuen Abteilung in der Generalzolldirektion zusammengefasst wurden.